# Henry Vizcaíno
Henry Máximo Vizcaíno Monteliel (né le 16 mai 1980 à  Santa Clara) est un athlète cubain spécialiste du 100 mètres.

## Carrière

### Débuts
Vizcaíno apparaît pour la première fois en 2002 lors d'une course à Camagüey. Il se spécialise dans l'épreuve du 100 mètres. En 2006, il fait ses débuts en indoor et participe aux Championnats du monde d'athlétisme en salle 2006 où il arrive jusqu'à la finale du 60 mètres mais termine bon dernier de cette course.

### Route vers Pékin
Un an après, il participe aux Championnats du monde d'athlétisme 2007 à Osaka. Il gagne sa série assez facilement en 10 secondes 21 avant de s'écrouler en quart de finale, finissant septième de sa course avec un temps de 10 secondes 40. Au début de l'année 2008, il s'inscrit aux Championnats du monde d'athlétisme en salle 2008 et finit dernier de la première demi-finale sur 60 mètres avec un temps de 6 secondes 77.
Avant les Jeux olympiques, il se met en confiance en remportant la médaille de bronze de l'épreuve du 100 mètres aux Championnats d'Amérique centrale et des Caraïbes d'athlétisme 2008 derrière Darrel Brown et Daniel Bailey.

### Échec aux Jeux olympiques
Représentant Cuba aux Jeux olympiques de 2008, Vizcaíno termine quatrième de sa série (dominé par Usain Bolt) avec un temps de 10 secondes 28 et se qualifie de justesse pour les quarts de finale. Néanmoins, il termine cinquième de son quart en 10 secondes 33 et est éliminé. Après les J.O., ses performances déclinent et signe un temps de 10 secondes 36 l'année suivante à La Havane, soit sa moins bonne meilleure performance de l'année depuis 2002.

### Palmarès
| Date | Compétition                                      | Lieu           | Résultat | Épreuve   | Performance |
| ---- | ------------------------------------------------ | -------------- | -------- | --------- | ----------- |
| 2006 | Championnats du monde en salle                   | Moscou         | 8e       | 60 m      | 6 s 84      |
| 2007 | Jeux panaméricains                               | Rio de Janeiro | 4e       | 100 m     | 10 s 31     |
| 2007 | Jeux panaméricains                               | Rio de Janeiro | 5e       | 4 x 100 m | 39 s 46     |
| 2008 | Championnats d'Amérique centrale et des Caraïbes | Cali           | 3e       | 100 m     | 10 s 34     |